# Bundesanstalt für Post und Telekommunikation Deutsche Bundespost
Die Bundesanstalt für Post und Telekommunikation Deutsche Bundespost (BAnst PT) wurde am 1. Januar 1995 als Anstalt des öffentlichen Rechts mit Rechtsfähigkeit, Dienstherrnfähigkeit und Tarifhoheit gegründet. Ihr Sitz ist in Bonn. Daneben ist die Bundesanstalt an 13 weiteren Standorten bundesweit vertreten und beschäftigt direkt 396 und in Verbindung mit den Sozialeinrichtungen etwa 1.100 Beschäftigte. Als öffentliche Anstalt untersteht sie der Rechts- und Fachaufsicht des Bundesministeriums der Finanzen und handelt auf der gesetzlichen Grundlage des Bundesanstalt-Post-Gesetzes (BAPostG).

## Geschichte
Im Zuge der Postreform II im Jahr 1995 wurde die Deutsche Bundespost privatisiert. Aus dieser entstanden die drei Postnachfolgeunternehmen Deutsche Post AG, Deutsche Telekom AG und Deutsche Postbank AG. Auf Grund der Privatisierung wurde die Bundesanstalt damit beauftragt, die betrieblichen Sozialeinrichtungen der Deutschen Bundespost für die Empfänger von Besoldung und Ruhegehalt der aus der Privatisierung der Deutschen Bundespost hervorgegangenen Unternehmen und Behörden fortzuführen. Von der Gründung 1995 an wurde die Bundesanstalt zunächst von einem Vorstandsvorsitzenden geleitet. Seit 2006 obliegt die Leitung einer Präsidentin oder einem Präsidenten, wie im Gesetz zur Reorganisation der Bundesanstalt für Post und Telekommunikation Deutsche Bundespost und zur Änderung anderer Gesetze festgelegt. Seit dem 1. Januar 2013 hat die Bundesanstalt die Aufgaben und Beschäftigten des Bundes-Pensions-Services für Post und Telekommunikation e. V. übernommen, mit Wirkung zum 1. Januar 2016 die Aufgaben Versorgung und Beihilfe. Durch die Eingliederung der Deutsche Postbank AG wurden statt derer 2018 die DB Privat- und Firmenkundenbank und 2020 die Deutsche Bank AG als Postnachfolgeunternehmen definiert.

### Behördenleitung
- Hans Gottfried Bernrath (1995–1999)
- Wolfgang Reimann (1995–2004)
- Helmut Rötzel (1999–2002)[4]
- Walther Otremba (2002–2006)
- Hans Ulrich Lellek (2006–2010)[5]
- Rainer Türmer (2010–2015)
- Andreas Hermes (2015–2020)
- Andrea Nahles (2020–2022)
- Petra von Wick (seit 2023)

## Aufgaben
Die Bundesanstalt für Post und Telekommunikation nimmt sowohl dienstrechtliche als auch soziale Aufgaben wahr.

### Dienstrechtliche Aufgaben
Die dienstrechtlichen Aufgaben betreffen die Beamten bei den Postnachfolgeunternehmen Deutsche Telekom AG, Deutsche Post AG und Deutsche Bank AG sowie die Ruhegehaltsempfänger.
Folgende konkrete Aufgaben wurden der Bundesanstalt gesetzlich übertragen:
1. Für Ruhegehaltsempfänger:
  - Berechnung, Festsetzung und Zahlung der Versorgungsbezüge (Pensionen)
  - Ausübung der dienstrechtlichen Befugnisse einschließlich Reaktivierungsüberprüfungen
  - Aufgaben der obersten Dienstbehörde in Versorgungs- und Beihilfeangelegenheiten
2. Für Besoldungsempfänger:
  - Rechtmäßigkeitsprüfungen bei Festsetzungen der begrenzten Dienstfähigkeit
  - Beabsichtigte Zurruhesetzungen (Pensionierung) der Beamten wegen Dienstunfähigkeit
3. Für Besoldungs- und Ruhegehaltsempfänger:
  - Disziplinarrechtliche Rechtmäßigkeitsprüfungen
  - Berechnung, Festsetzung und Zahlung der Beihilfen in Krankheits- und Todesfällen

Zur praktischen Umsetzung der Beihilfebearbeitung bedient sich die BAnst PT auf Grundlage eines gesetzlichen Auftragsverhältnisses der Postbeamtenkrankenkasse.

### Soziale Aufgaben
Die Bundesanstalt für Post und Telekommunikation führt die betrieblichen Sozialeinrichtungen der früheren Deutschen Bundespost fort:
- Postbeamtenkrankenkasse (PBeaKK)
- ErholungsWerk Post Postbank Telekom (EW)
- Versorgungsanstalt der Deutschen Bundespost (VAP)
- Betreuungswerk Post Postbank Telekom (BeW)

Für die öffentlich-rechtlichen organisierten Einrichtungen Postbeamtenkrankenkasse und Versorgungsanstalt der Deutschen Bundespost ist die Bundesanstalt für Post und Telekommunikation zugleich staatliche Aufsichtsbehörde. Gleichzeitig übt die Bundesanstalt Querschnittsfunktionen für die Sozialeinrichtungen aus, zum Beispiel durch IT-Unterstützung, Einkaufsleistungen, Immobilienmanagement, Brandschutz und Gesundheitsmanagement. Im Rahmen ihrer Dienstherrn- und Arbeitgeberfunktion nimmt die Bundesanstalt alle wesentlichen Aufgaben für ihr Personal bei den Sozialeinrichtungen wahr.

## Finanzierung
Die Bundesanstalt für Post und Telekommunikation schloss zur Finanzierung der mit der Aufgabenwahrnehmung verbundenen Kosten mit den drei Postnachfolgeunternehmen, Deutsche Post AG, Deutsche Telekom AG und Deutsche Postbank AG, Geschäftsbesorgungsverträge ab. Rechtliche Grundlage hierfür ist § 19 BAPostG.

## Abteilungen und Fachbereiche
Die Bundesanstalt für Post und Telekommunikation wird von einer Präsidentin oder einem Präsidenten geleitet, der diese bei der Wahrnehmung ihrer Aufgaben nach außen hin vertritt. Sie ist in vier Abteilungen mit 18 Fachbereichen (FB) gegliedert.
- FB 01 Leitungsstab
- FB 02 Revision
- FB 03 Compliance
- Abteilung 1 – Zentrale Aufgaben
  - FB 11 Personal
  - FB 12 Organisation
  - FB 13 Liegenschaften, Innerer Dienst & Personal-Service
  - FB 14 Allgemeine Rechtsangelegenheiten & Unfallfürsorge
- Abteilung 2 – IT
  - FB 21 IT-Zentrale Dienste
  - FB 22 SAP Service Center
- Abteilung 3 – Aufsicht & Finanzen
  - FB 31 Weiterführung/Aufsicht Sozialeinrichtungen und Beihilfe
  - FB 32 Finanzwesen Postbeamtenversorgungskasse
  - FB 33 Finanzanlagen, Finanzbuchhaltung
  - FB 34 Controlling
  - FB 35 Einkauf
- Abteilung 4 – Beamtenversorgung
  - FB 41 Versorgungsservice I
  - FB 42 Versorgungsservice II
  - FB 43 Abrechnung, Zahlbarmachung
  - FB 44 Kompetenzzentrum Beamtenversorgung